# Bedegkér, Somogy
Bedegkér  este un sat în districtul Tab, județul Somogy, Ungaria, având o populație de 457 de locuitori (2011). 

## Demografie
Componența etnică a satului Bedegkér
     Maghiari (93,31%)
     Romi (5,01%)
     Germani (1,67%)
Componența confesională a satului Bedegkér
     Romano-catolici (41,58%)
     Fără religie (12,91%)
     Luterani (7,88%)
     Reformați (4,81%)
     Necunoscută (32,82%)
Conform recensământului din 2011, satul Bedegkér avea 457 de locuitori. Din punct de vedere etnic, majoritatea locuitorilor (93,31%) erau maghiari, existând și minorități de romi (5,01%) și germani (1,67%). Nu există o religie majoritară, locuitorii fiind romano-catolici (41,58%), persoane fără religie (12,91%), luterani (7,88%) și reformați (4,81%). Pentru 32,82% din locuitori nu este cunoscută apartenența confesională.